# Il Giornale d'Italia (2012)
Il Giornale d'Italia è un quotidiano italiano, erede dello storico quotidiano Il Giornale d'Italia.

## Descrizione
Nel 2006 il quotidiano romano aveva chiuso le pubblicazioni dopo 105 anni di esistenza.

### Dal 2012 al 2018
Il quotidiano viene riavviato in versione online nel 2012 da Francesco Storace, ex presidente della Regione Lazio, riprendendo la testata dello storico quotidiano romano Il Giornale d'Italia (1901-2006). Il primo direttore fu Guido Paglia.
Per indicare una linea di continuità con lo storico quotidiano di Bergamini, il titolo che appare sul primo numero del 10 ottobre 2012 fu Silenzio, si riapre. Tuttavia, il 4 luglio 2018 viene annunciata la chiusura della testata.

### La ripresa delle pubblicazioni
Il quotidiano riprende le pubblicazioni il 14 maggio 2020 con la direzione di Sergio Luciano (ex collaboratore di Radiocor, Avvenire, Il Giorno, La Stampa, la Repubblica ed Il Sole 24 ORE, Economy).
La successiva riapertura e direzione segue una linea indipendente, liberale e moderata, riprendendo la linea della fondazione del 1901, con una chiara visione di matrice liberale, a supporto dell'industria e dell'economia in generale, della politica e della società civile, e una speciale attenzione alla tutela del lavoro e dei diritti civili. Tra i collaboratori si segnala il filosofo Diego Fusaro.

## Direttori
- Francesco Storace (10 ottobre 2012 - 4 luglio 2018);
- Sergio Luciano (14 maggio 2020 - 30 settembre 2021);
- Giovan Battista Vico (1º ottobre 2021 - 30 giugno 2023).
- Luca Greco (1º luglio 2023 - oggi)